# Greve dos petroleiros no Brasil em 2020
A greve dos petroleiros no Brasil em 2020 foi uma greve que durou vinte dias organizada pelos petroleiros ligados a empresa estatal brasileira Petrobras. A manifestação foi organizada contra o fechamento da Fábrica de Fertilizantes Nitrogenados do Paraná, a Ansa, desativada pela Petrobras. Com o fechamento, a empresa anunciou o desligamento de 396 empregados.

## Antecedentes
Ao ser candidato a presidente, Jair Bolsonaro, apresentou uma candidatura com propostas liberais para economia, como privatizações e diminuição do tamanho do Estado. Sendo eleito, seu ministro da economia, Paulo Guedes anunciou em novembro de 2018, a criação de uma secretaria de privatizações, gerida pelo empresário José Salim Mattar Jr., dono da Localiza Hertz.
Como parte da série de medidas de desestatização, estatais foram privatizadas e outras estavam reduzindo seus quadros de funcionários. Dentre as estatais que estavam nos planos de privatizações estava a Fábrica de fertilizantes da Petrobras no Paraná (ANSA/Fafen-PR), que produz amônia e ureia para Petrobras. A argumentação de Guedes e do governo é que a empresa dá prejuízos para a máquina pública desde que foi adquirida em 2013. Em contrapartida, os sindicalistas e funcionários dizem que a manutenção da estatal indica "soberania nacional" e que a venda da estatal "lesa o país".

## Greve
No dia 28 de janeiro de 2020, a Federação Única dos Petroleiros (FUP), que representa as treze entidade sindicais da estatal anunciou greve a partir do dia 1 de fevereiro contra medidas que afetariam a estatal juntamente a  dispensa de 396 empregados. Ao inciar a greve, os sindicatos anunciaram a paralisação inicial de 15 unidades de refinarias em 10 estados do país. Juntou-se a pauta além do contrário fechamento da fábrica no Paraná e as medidas de privatização, o cumprimento por parte da Petrobras do acordo coletivo de trabalho (ACT) que segundo os tralhadores não vem sendo cumprido pela estatal. Como uma das maneiras encontradas pelo grevistas de protesto, em algumas cidades do país o botijão de gás foi vendido a uma faixa de 35 a 40 reais, bem abaixo do preço comum no país. Também foi feita uma ocupação de um andar no prédio sede da empresa na cidade do Rio de Janeiro. A estatal entrou com recurso para que a luz e água do prédio fossem cortadas, porém a juíza Rosane Ribeiro Catrib da Justiça do Trabalho do Rio de Janeiro, negou a liminar em pró da empresa e a empresa restabeleceu os recursos no prédio.
No dia 13 de fevereiro, o quadro era de uma paralisação de 113 unidades da estatal em 13 estados do país, representando um número de mais de vinte mil trabalhadores em greve. A greve tornou-se a maior greve na empresa desde 1995, no governo do então presidente Fernando Henrique Cardoso (PSDB), que também tinha planos de privatizações na estatal. No dia 14 de fevereiro, o presidente da Petrobras, Roberto Castello Branco, veio a público para dizer que a greve não afetaria a produção e negou quaisquer de qualquer chance de desabastecimento de gasolina no país.
No dia 20 de fevereiro a Federação Única dos Petroleiros (FUP) anunciou a paralisação temporária da greve para maior diálogo e negociação com a empresa.

## Acordo
Após acordo no Tribunal Superior do Trabalho, entre os sindicalistas e a Petrobras ficou decidido que as demissões serão mantidas, por outro lado pautas como pagamento de hora-extra e tabela de turnos serão revisados pela empresa. Após o acordo, a greve foi encerrada definitivamente.

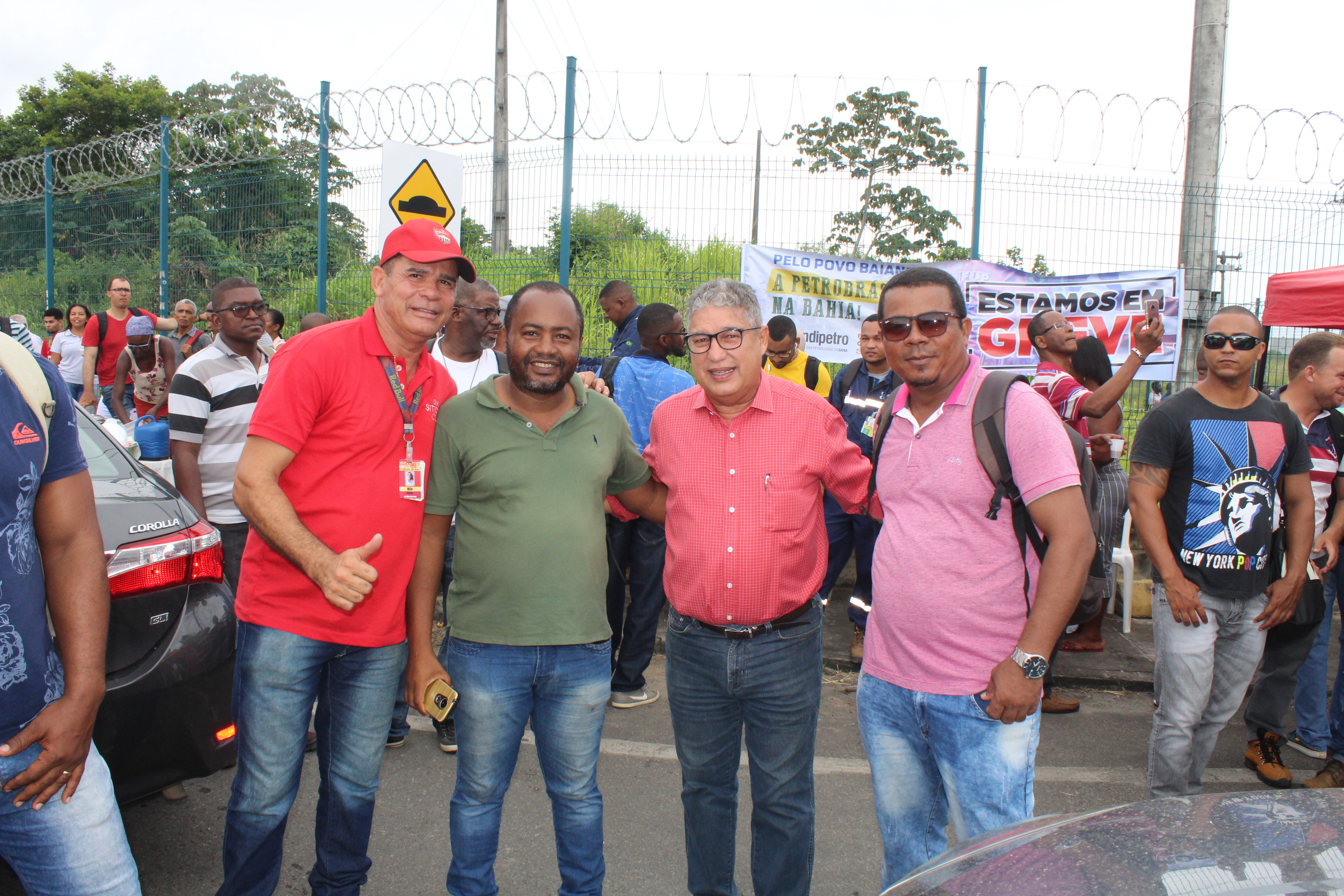
O Deputado estadual da Bahia Rosemberg Pinto (PT) com grevistas.

## Problemas jurídicos
Após recurso da Petrobras no Supremo Tribunal Federal (STF),o presidente do STF, Dias Toffoli, determinou que os grevistas mantivessem 90% do efetivo trabalhando, com justificativa que ""a parte requerente defende que o prosseguimento do movimento paredista põe em risco o abastecimento nacional de combustíveis e a segurança das comunidades no entorno das unidades operacionais”.
Em decisão do ministro do Tribunal Superior do Trabalho, Ives Gandra Martins Filho a greve foi considerada  ilegal e política. O ministro ordenou que, em caso de descumprimento, os sindicatos paguem entre R$ 250 mil e R$ 500 mil por dia, a depender do porte da entidade, além de ter contas e bens bloqueadas pela justiça. Apesar da decisão os petroleiros mantiveram a greve.

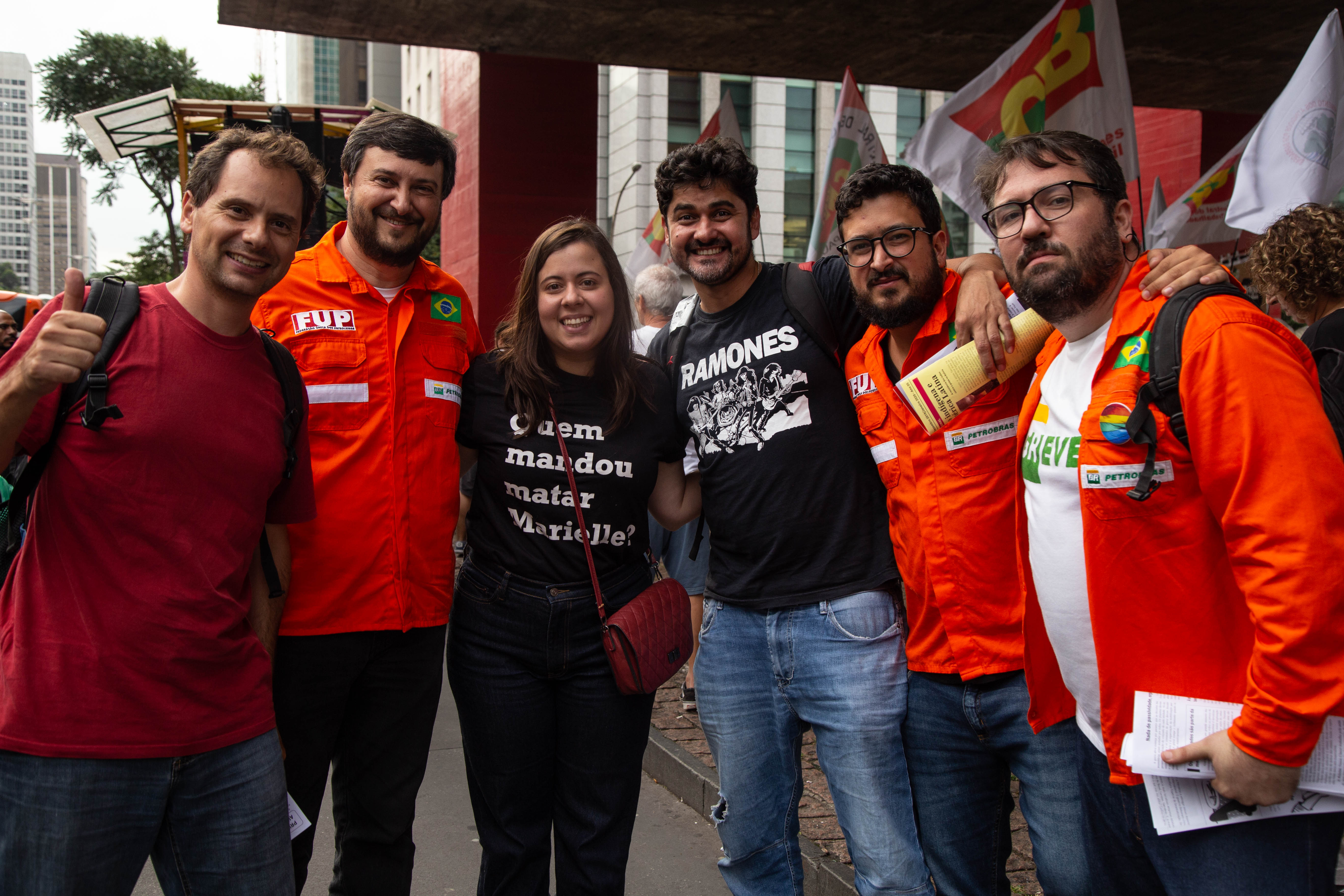
A deputada federal por São Paulo, Sâmia Bomfim (PSOL) com os grevistas.

## Impactos políticos
- Partidos de esquerda e de oposição ao governo, como o Partido dos Trabalhadores (PT), Partido Socialismo e Liberdade (PSOL), Partido Democrático Trabalhista (PDT), Partido Socialista Brasileiro (PSB), Partido da Causa Operária (PCO) e Partido Socialista dos Trabalhadores Unificados (PSTU) se posicionaram a favor da greve dos petroleiros.[58][59][60][61][62][63][64]
- João Amoedo, presidente nacional do Partido Novo, se posicionou contrário a greve.[65]
- A Central Única dos Trabalhadores (CUT) se posicionou a favor da greve.[66]
- A Força Sindical se posicionou a favor da greve.[67]
- O empresário, Luciano Hang, posicionou-se contra a greve.[68]
- O deputado federal, Bibo Nunes (PSL), posicionou-se contra a greve.[69]